# Pseudojacobaea
Pseudojacobaea é um proposto género botânico pertencente à família Asteraceae. Não se encontra totalmente estabelecido como género independente, podendo a sua única espécie descrita, Pseudojacobaea lavandulifolius (DC.) R.Mathur, ser equivalente a uma espécie pertencente ao género Senecio.